# XVII. Armeekorps (Wehrmacht)
Il XVII. Armeekorps (XVII Corpo d'armata) fu un corpo d'armata della Wehrmacht; attivo durante la seconda guerra mondiale, fu impiegato nella campagna di Polonia, nella campagna di Francia e nella guerra contro l'Unione Sovietica.

## Schieramento e impieghi
Il XVII Corpo d'Armata fu schierato il 1º aprile 1938 a Vienna dopo l'annessione dell'Austria.

### 1939/40
Con l'inizio nel settembre 1939 il Corpo, sotto il comando del generale di fanteria Werner Kienitz, della 14ª armata (Maggior Generale Wilhelm List), insieme alle sottoposte 44ª e 45ª Divisione di Fanteria, fu assegnato alla Polonia meridionale. Il Corpo procedette dalla zona di Cieszyn insieme con l'VIII Corpo d'Armata, a nord della Vistola, verso Cracovia.  Esso partecipò quindi all'attacco del XVIII Corpo d'Armata (Generale Eugen Beyer) a Leopoli, che pose termine alla Campagna. 
Tra l'11 e il 13 novembre 1939 seguì lo spostamento del Comando generale in Francia e dal gennaio 1940 l'assegnazione come riserva alla II armata. Durante la seconda fase della Campagna occidentale, il XVII Corpo d'Armata nel giugno 1940, insieme alla XII Armata, fu impegnato nell'attacco oltre il fiume Aisne.

### 1941
Con l'attacco all'Unione Sovietica dal 22 giugno 1941 questo costituì nella zona di Chelm un concentramento di Corpi d'Armata con le sottoposte divisioni di fanteria della Wehrmacht 62ª e 56ª, l'ala nord della VI armata (al comando del generale Walter von Reichenau) ed entrò in battaglia contro il 15º Corpo di tiratori sovietico (Generale Fedjuninski) sul fiume Bug Occidentale presso Ljuboml' e Kovel'.
Dopo il proseguimento dell'azione su Sarny, fu raggiunto a metà luglio lo Slutsch, un affluente dello Horyn. All'inizio di agosto il Corpo d
'armata riuscì, insieme al 51º Corpo d'armata (Generale di fanteria Reinhard), a raggiungere Korosten'. 
Per l'attacco sul fronte settentrionale di Kiev il XVII Corpo d'Armata fu diversamente raggruppato e ricevette oltre alla 296ª e alla 298ª divisione di fanteria anche la nuova 44ª divisione di fanteria.
In cooperazione con il XXIX Corpo d'Armata stanziato a sud (generale di fanteria Obstfelder) e altre truppe, Kiev fu occupata fino al 20 settembre 1941 e a ovest di Pyrjatyn accerchiate forti unità sovietiche. Durante l'attacco del LV Corpo d'Armata nella zona di Charkiv il Corpo realizzò il 29 ottobre presso Staryj Saltiw una testa di ponte orientale sul Donec. Successivamente il Corpo passò con le subordinate Divisioni di fanteria 79ª e 294ª tra Murom e Belgorod sul Donez a una guerra di posizione.

### 1942
Dal 23 gennaio 1942 il Generale di fanteria Karl-Adolf Hollidt era Comandante Generale del XVII Corpo d'Armata. Dal 12 maggio 1942 comandava il Corpo durante la controffensiva tedesca di Charkow, la difesa contro la 38ª Armata sovietica comparsa da ovest di Vovčans'k agli ordini del Generale Moskalenko e nel luglio 1942 prese parte all'offensiva tedesca d'estate Operazione Blu (Fall Blau). Dopo l'avanzata verso il Don il Corpo si stabilì come ala sinistra della VI Armata (Generale di Corpo d'Armata Paulus) tra Kasanskaja e Jelanskaja e sostenne la III armata rumena (Maggior generale Dumitrescu) schierata a ovest del Don. Durante lo sfondamento sovietico del 19 novembre del 1942 sul Don presso Serafimovič sfuggirono all'accerchiamento nemico nella sacca di Stalingrado le divisioni di fanteria 62ª e 387ª.

### 1943
Dal dicembre 1942 all'aprile 1943 il corpo venne anche indicato come Gruppo d'Armata Hollidt (dal gennaio 1943 Dipartimento d'Armata Hollidt) e condusse con le sottoposte divisioni di fanteria 62, 294 e 302 battaglie difensive sul fiume Čir e battaglie di ritirata sul Donez. Dopo ulteriori battaglie difensive su un tratto del fiume Mius, nel marzo 1943 fu costituita la nuova sesta armata.
Durante l'offensiva Donez-Mius, il fronte sud sovietico si schierò il 17 luglio all'attacco. La quinta armata russa di truppe d'assalto e la 28ª armata dell'Armata rossa attraversarono il Mius nella zona del XVII Corpo d'armata tedesco, al quale appartenevano le divisioni di fanteria 294ª, 306ª e 302ª. Tra Stepanowka e Marinowka le truppe sovietiche riuscirono a creare una testa di ponte. Dopo la ritirata sul Dnjepr, il XVII Corpo combatté, sotto il comando del generale di artiglieria Erich Brandenberger, insieme al XXXX Corpo d'Armata corazzato (Generale Sigfrid Henrici), sulla testa di ponte di Saporischschja. Nel dicembre 1943 furono assegnate al Corpo la 123ª e la 125ª divisione di fanteria.

### 1944
Dal cambio dell'anno 1943 fino a febbraio 1944 il Corpo combatté con le divisioni di fanteria a lui sottoposte 79a, 294a e 306°, al comando del generale delle truppe alpine Hans Kreysing, insieme al IV Corpo d'Armata (generale di fanteria Mieth), presso la testa di ponte di Nikopol'. In aprile e maggio 1944, durante le battaglie di ritirata attraverso la Bessarabia, il Corpo stette provvisoriamente in formazione con la IV armata rumena; nel giugno del 1944 il Comando generale fu distaccato e trasferito in Bucovina e posto sotto il comando del generale di Corpo d'Armata Wöhler.
Nella zona Radautz – Kimpolung il Corpo assunse poi insieme alla 8ª Divisione Cacciatori e alla 3ª Divisione Alpina il compito di garantire la sicurezza dei passi dei Carpazi a est di Sighetu Marmației. Dopo la recente sconfitta della 6ª Armata nella zona di Jassy, non fu più possibile mantenere la posizione nella zona di Vatra Dornei. Il XVII Corpo d'Armata, durante la battaglia di Debrecen di metà ottobre 1944, dovette arretrare combattendo su Satu Mare attraverso l'Ungheria settentrionale sulla linea Csap–Tokaj. 
In novembre il Corpo mantenne sicuro il tratto del fiume Tibisco tra Tokaj e Miskolc.

### 1945
Il 28 dicembre 1944 il Generale dei Pionieri Otto Tiemann assunse il comando del Corpo, che durante l'Operazione Carpazi Occidentali (gennaio 1945) nominalmente era sottoposto alla 1ª armata ungherese (Generale László).
Nel febbraio 1945 il XVII Corpo d'Armata fu trasferito dai Carpazi alla Slesia, per coprire i Monti del Gufo sulla linea Strehlen–Schweidnitz, insieme alla XVII Armata (Generale di Fanteria Friedrich Schulz). Nel maggio 1945 ciò che rimaneva del Corpo fu accerchiato nella zona di Jičín dai Sovietici e i suoi membri divennero prigionieri di guerra.

## Generale in capo
- Generale di Fanteria Werner Kienitz 1. aprile 1939
- Maggior Generale Karl-Adolf Hollidt 23. gennaio 1942
- Maggior Generale Karl Strecker 2. aprile 1942
- Maggior Generale Karl-Adolf Hollidt 12. Giugno 1942
- Generale di Fanteria Dietrich von Choltitz 7. dicembre 1942
- Generale di Fanteria Wilhelm Schneckenburger 5. marzo 1943
- Generale delle truppe corazzate Erich Brandenberger 1. agosto 1943
- Generale delle Truppe alpine Hans Kreysing 21. novembre 1943
- Generale di Fanteria Franz Beyer 27. aprile 1944
- Generale delle truppe alpine Hans Kreysing 25. maggio 1944
- Generale dei Pionieri Otto Tiemann 28. dicembre 1944

### Unità direttamente subordinate tatticamente indipendenti
(In diversi momenti, non più di tre Divisioni contemporaneamente)
- Divisioni di fanteria: 7., 10., 26., 44., 45., 56., 62., 79., 113., 123., 125., 294., 296., 297., 298., 302., 306., 359.
- Divisioni alpine: 3.
- Divisioni cacciatori: 8.
- Divisioni corazzate: 19. (parte), 20.